# Nordhuglostenen
Nordhuglostenen (Rundata N KJ65 U) är en runsten av gnejs i Nordhuglo, Stord socken och Stords kommun. Den upptäcktes 1905 på gården Nordhuglo på ön Huglo utanför Bergen i Norge.

## Stenen
Stenen är nästan tre meter hög och 70 centimeter bred. Den användes fram till 1905 som den övre delen av en pir vid gården Nordhuglo. År 1905 flyttade bonden stenen till sin gård och 1910 rapporterade han till Bergens museum att det fanns runor på stenen. Stenen antas ursprungligen ha stått på en gravhög nära havet.

## Inskriften
Translitterering av runraden:
ek gudija ungandiz i h...
Normalisering till urnordiska:
Ek gudija ungandiz/ungandiz i H[ugulu.]
Översättning till nusvenska:
Jag, gode, han som inte påverkas av trolldom.
Jag, gode, han som inte sysslar med trolldom.
Texten är skriven från höger till vänster. Språket och runformerna innebär att den troligen är från omkring år 400. Inskriften kan dateras till 375/400—520/530.
Utifrån vad som är känt från isländska källor var en gode en lokal hövding som också kunde ha en prästerlig funktion. Ordet ungandiz är besläktat med fornnordiskans gandr, med betydelsen "trolldom" eller "magi", vilket stärker tolkningen att inskriften har en religiös-kultisk anknytning. Det avslutande ih eller i H(...) är inkomplett och olika förslag har givits om vad dess fortsättning kan ha varit. Magnus Olsen föreslog ih(ugulu), ī Hugulu, vilket alltså skulle innebära att inskriftens jag-person var "gode på Huglo".